# Kriegergedenkstätte Schelsen

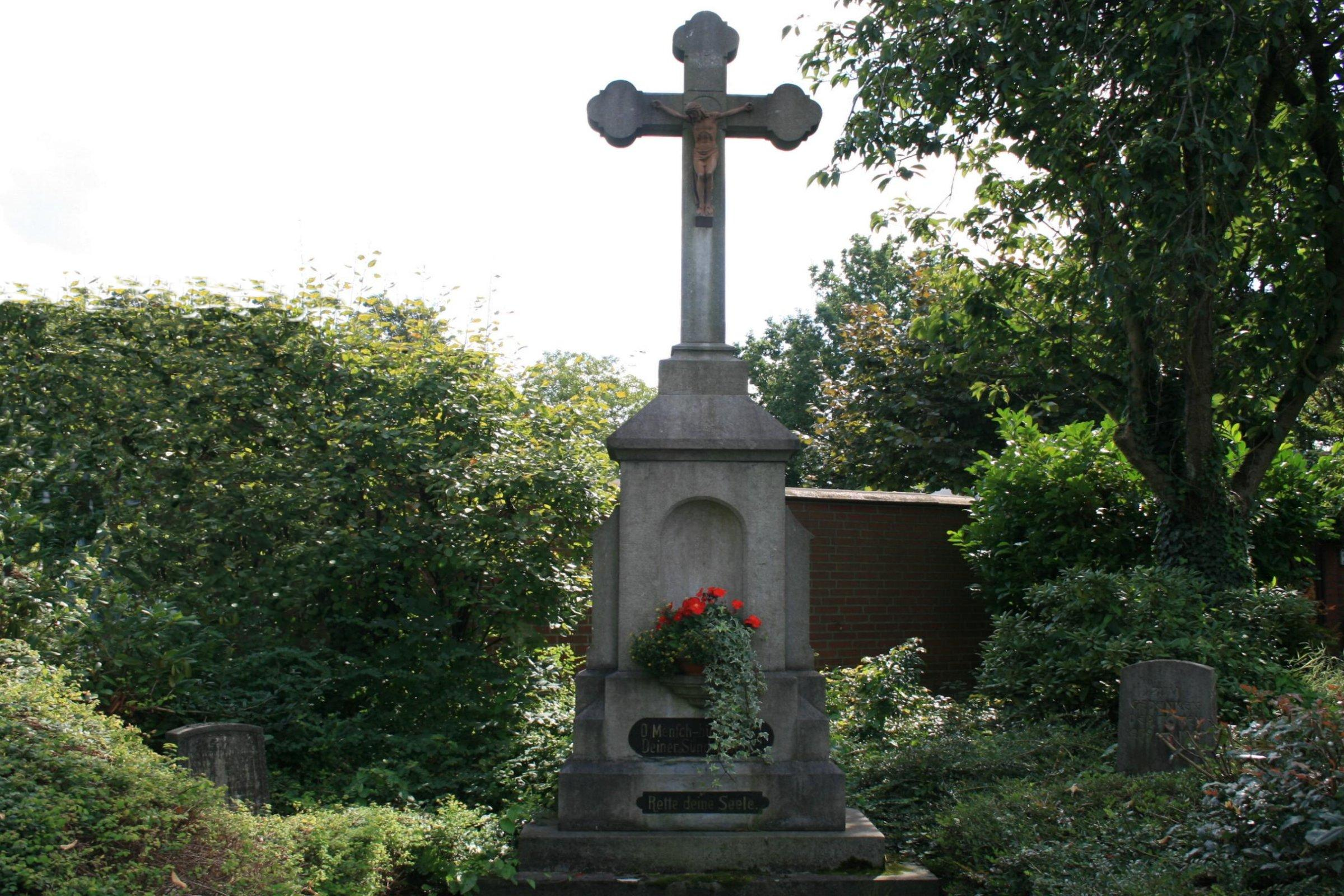
Kriegergedenkstätte (2015)

Die Kriegergedenkstätte Schelsen befindet sich in Schelsen, einem Ortsteil von Mönchengladbach am Niederrhein und gehört zum Stadtbezirk Ost. Bis zum 22. Oktober 2009 war es ein eigenständiger Stadtbezirk von Mönchengladbach, beziehungsweise ein Teil des Stadtbezirks Giesenkirchen. Vorher gehörte der Ort zu Rheydt, das 1975 zu Mönchengladbach eingemeindet wurde.
Die zwischen 1907 und 1909 errichtete Kriegsgräberstätte ist unter Nr. A 054 am 28. Juli 2009 in die Denkmalliste der Stadt Mönchengladbach eingetragen worden.

## Lage
Das Objekt befindet sich im Kreuzungsbereich Am Düvel / Mülforter Straße / Liedberger Straße im östlichen Stadtteil Giesenkirchen-Schelsen.

## Architektur
Auf dem hohen, rechteckigen Stufenunterbau steht ein wuchtiges Mittelteil mit halbrunder Nische und Konsole, schlichtes Haubendach, darüber ein hoch aufragendes Dreipasskreuz mit Gusseisencorpus. Im Sockel die Inschrift der herstellenden Firma „G. Groters aus Mönchengladbach“ und zwei weitere Inschriften: „O Mensch – hier merk! Deiner Sünde-Werk.“ sowie „Rette deine Seele.“
Das Kreuz trägt die seitliche Inschrift: „Errichtet von den Anwohnern des 1. Altarbezirks Schelsen 1908.“ Nach dem Ersten Weltkrieg wurde das Prozessionskreuz zu einer Kriegergedächtnisstätte umgestaltet, indem zwei kleine Steintafeln neben dem Kreuz aufgestellt wurden, die die Namen der Gefallenen des Ortes Schelsen nennen. Nach dem Zweiten Weltkrieg wurde eine weitere Gedenkplatte für die Gefallenen des Ortes dazugestellt.